# Alexis Argüello
Alexis Argüello (ur. 19 kwietnia 1952 w Managui, zm. 1 lipca 2009 tamże) – nikaraguański bokser, zawodowy mistrz świata kategorii piórkowej, junior lekkiej i lekkiej, później burmistrz Managui.

## Kariera bokserska
Rozpoczął karierę boksera zawodowego w 1968, w wieku 16 lat. 24 listopada 1973 w Masaya znokautował w 1. rundzie byłego mistrza świata José Legrę. 16 lutego 1974 w Panamie zmierzył się po raz pierwszy w pojedynku o tytuł mistrza świata federacji WBA w kategorii piórkowej z obrońcą pasa Ernesto Marcelem z Panamy. Marcel wygrał jednogłośnie na punkty, a po walce zakończył karierę.
Druga próba zdobycia tytułu mistrza świata WBA w wadze piórkowej była dla Argüello udana. 23 listopada 1974 w Inglewood znokautował w 13. rundzie dotychczasowego mistrza Rubéna Olivaresa z Meksyku w pierwszej obronie tytułu. Czterokrotnie skutecznie bronił tytułu, wygrywając kolejno z: Leonelem Hernándezem 15 marca 1975 w Caracas przez techniczny nokaut w 8. rundzie, Rigoberto Riasco 31 maja tego roku w Managui przez TKO w 2. rundzie, Royalem Kobayashim 12 października 1975 w Tokio przez nokaut w 5. rundzie i Salvadorem Torresem 19 czerwca 1976 w Inglewood przez nokaut w 3. rundzie.
20 czerwca 1977 Argüello zrezygnował z tytułu mistrzowskiego i przeniósł się do kategorii junior lekkiej (zwanej również super piórkową). 28 stycznia 1978 w Bayamón zmierzył się z mistrzem świata federacji WBC w tej kategorii wagowej Alfredo Escalerą. Walka przeszła do historii jako Krwawa bitwa w Bayamón. Sędziował ją Arthur Mercante, który określił walkę jako najbardziej brutalną, jaka kiedykolwiek widział. Escalera miał uszkodzony nos, usta i uszy, ale prowadził na punkty, zanim nie został znokautowany w 13. rundzie.
Argüello bronił nowo zdobytego tytułu trzykrotnie w 1978. Pokonał Reya Tama 29 kwietnia w Inglewood przez TKO w 4. rundzie, Diego Alcalę 3 czerwca w San Juan przez KO w 1. rundzie i Arturo Leona 10 listopada w Las Vegas na punkty. 4 lutego 1979 zwyciężył w walce rewanżowej Escalerę przez nokaut w 13 rundzie, a następnie wygrał z przyszłym mistrzem świata Rafaelem Limónem 8 lipca tego roku w Nowym Jorku przez TKO w 11. rundzie i z byłym oraz przyszłym mistrzem świata Bobbym Chaconem 16 listopada tego roku w Inglewood przez TKO w 7. rundzie. W 1980 pokonał w obronie pasa Rubena Castillo 20 stycznia w Tucson przez TKO w 11. rundzie oraz Rolando Navarette 29 kwietnia w San Juan przez TKO w 5. rundzie. Następnie zrezygnował z tytułu i przeniósł się do wagi lekkiej. Zwyciężył Corneliusa Bozę Edwardsa 9 sierpnia 1980 w Atlantic City przez TKO w 6. rundzie i José Luisa Ramíreza 14 listopada tego roku w Miami na punkty.
20 czerwca 1981 w Londynie zdobył swój trzeci pas mistrzowski po jednogłośnym zwycięstwie na punkty nad mistrzem WBC wagi lekkiej Jimem Wattem. W jego obronie stoczył zwycięskie walki z Rayem Mancinim 3 października 1981 w Atlantic City (TKO w 14. rundzie), Roberto Elizondo 21 listopada tego roku w Las Vegas (KO w 7. rundzie), Jamesem Busceme 13 lutego 1982 w Beaumont (TKO w 6. rundzie) i Andym Ganiganem 22 maja 1982 w Las Vegas (KO w 5. rundzie). W sumie po porażce z Marcelem w 1974 stoczył 19 zwycięskich walk o mistrzostwo świata w trzech kategoriach wagowych.
12 listopada 1982 w Miami spróbował zdobyć tytuł w kolejnej kategorii – junior półśredniej, jednak przegrał przez techniczny nokaut z dotychczasowym mistrzem Aaronem Pryorem. W rewanżu Pryor znokautował go w 10. rundzie 9 września 1983 w Las Vegas. Po tej walce Argüello wycofał się, ale później stoczył jeszcze cztery walki (po jednej w 1985, 1986, 1994 i 1995) z mało znanymi przeciwnikami, pierwsze trzy wygrywając, a ostatnią przegrywając na punkty.
Został wybrany w 1992 do Międzynarodowej Bokserskiej Galerii Sławy.

## Działalność polityczna
Argüello początkowo popierał sandinistów, lecz zmienił poglądy, gdy rząd sandinistowski zarekwirował mu majątek. W latach 80. Argüello walczył po stronie Contras, a potem wyemigrował i osiedlił się w Miami. Miał kłopoty związane z nadużywaniem alkoholu i kokainy, co doprowadziło do rozpadu jego rodziny. Z pomocą dawnego rywala Arona Pryora, który miał podobne problemy, przezwyciężył nałóg.
Zajął się działalnością polityczną, tym razem po stronie sandinistów (FSLN). Został wybrany wiceburmistrzem Managui w 2004 i burmistrzem stolicy w listopadzie 2008. W 2008 był również chorążym reprezentacji Nikaragui podczas igrzysk olimpijskich w Pekinie.

## Śmierć
1 lipca 2009 Alexis Argüello został znaleziony martwy w swym domu w Managui, z raną postrzałową klatki piersiowej. Policja stwierdziła samobójstwo, choć jego syn podejrzewał udział innych osób.